# Сауна (фильм)
«Сауна» (фин. Sauna, 2008 года) — фильм финского кинорежиссёра Антти-Юсси Аннилы. Этот жестокий фильм ужасов погружает зрителя в культуру финских саун, где нет границ между христианством и язычеством. Он повествует о грехах и раскаянии за их совершение.

## Сюжет
1583 год. 25-ти летняя Ливонская война наконец-то окончена. Братья Кнут и Эрик, призванные участвовать в определении границы между Русским Царством и Швецией, совершили страшный грех, оставив молодую православную карелку умирать страшной смертью в подвале со съестными припасами. Когда вместе с русскими представителями они пересекают болото, не отмеченное ни на одной карте, Кнута начинает преследовать дух девушки, с залитым грязью лицом.
В самом центре болота они обнаруживают загадочную деревню с заброшенной православной церковью и сауной. Из найденных в деревне старинных рукописей выясняется, что некогда здесь жили русские монахи, которые затем таинственным образом исчезли. Затем деревню населили бежавшие от войны крестьяне-карелы. Одной из странностей деревни являлось то, что в ней не было детей, кроме одной девочки, родившейся ещё до переселения. 
Таинственные убийства приводят к тому, что шведы и русские пытаются переписать проклятое место противной стороне. В сауне демон вселяется в Кнута. Эрик узнает от местной девочки, что Кнут перестал быть человеком. Осознав, что это расплата за его грехи, Эрик идет в сауну и гибнет от рук своего одержимого брата...

## В ролях
- Вилле Виртанен — Эрик
- Томми Эронен — Кнут
- Вильгельмина Вирккунен — дочка хозяина хутора
- Виктор Клименко — Семенский
- Кари Кетонен — Муско
- Rain Tolk — Рогозин
- Кати Оутинен — старуха из деревни